# First Responder Bowl 2019
Match précédent Match suivant
Le First Responder Bowl 2019 est un match de football américain de niveau universitaire joué après la saison régulière de 2019, le 30 décembre 2019 au Gerald J. Ford Stadium de University Park dans l'État du Texas aux États-Unis.
Il s'agit de la 10e édition du First Responder Bowl.
Le match met en présence l'équipe des Hilltoppers de Western Kentucky issue de la Conference USA et l'équipe des Broncos de Western Michigan issue de la Mid-American Conference.
Il débute à 11 h 30 locales et est retransmis à la télévision par ESPN.
Sponsorisé par la société Servpro (en), le match est officiellement dénommé le Servpro First Responder Bowl 2019.

## Présentation du match
Il s'agit de la 16e rencontre entre ces deux équipes, Western Michigan menant les statistiques avec 11 victoires contre 3 pour Western Kentucky et un nul. Leur dernière confrontation remonte à la saison 1947.
| Équipes | Conférences | Entraîneurs       | Stats. saison rég. | Classements avant le bowl | Classements avant le bowl | Classements avant le bowl |
| --- | ----------- | ----------------- | ------------------ | ------------------------- | ------------------------- | ------------------------- |
| Équipes | Conférences | Entraîneurs       | Stats. saison rég. | CFP                       | AP                        | Coaches                   |
| Hilltoppers de Western Kentucky                                                                                  | C-USA       | Tyson Helton (en) | 8 - 4              | NC                        | NC                        | NC                        |
| Broncos de Western Michigan                                                                                      | MAC         | Tim Lester (en)   | 7 - 5              | NC                        | NC                        | NC                        |
| - Arbitre : Jeremy Parker (Sun Belt) - Équipe donnée favorite par les bookmakers : Western Kentucky par 3 points |             |                   |                    |                           |                           |                           |

### Hilltoppers de Western Kentucky
Avec un bilan global en saison régulière de 8 victoires et 4 défaites (6-2 en matchs de conférence), Western Kentucky est éligible et accepte l'invitation pour participer au First Responder Bowl de 2019.
Ils terminent 2e de la East Division de la Conference USA à égalité avec Marshall derrière Florida Atlantic. À l'issue de la saison 2019, ils n'apparaissent pas dans les classements CFP, AP et Coaches.
C'est leur première apparition au First Responder Bowl.
| Postes      | Joueurs    | Statistiques                                                      |
| ----------- | ---------- | ----------------------------------------------------------------- |
| Quarterback | T. Storey  | 206/294 passes réussies pour 2 209 yards, 12 TDs, 5 interceptions |
| Coureur     | G. Walker  | 226 courses pour 1 115 yards nets gagnés et 8 TDs                 |
| Receveur    | L. Jackson | 77 réceptions pour 985 yards et 3 TDs                             |

### Broncos de Western Michigan
Avec un bilan global en saison régulière de 7 victoires et 5 défaites (5-3 en matchs de conférence), Western Michigan est éligible et accepte l'invitation pour participer au First Responder Bowl de 2019.
Ils terminent 2e de la West Division de la Mid-American Conference derrière Central Michigan. À l'issue de la saison 2019, ils n'apparaissent pas dans les classements CFP, AP et Coaches.
C'est leur première apparition au First Responder Bowl.
| Postes      | Joueurs    | Statistiques                                                      |
| ----------- | ---------- | ----------------------------------------------------------------- |
| Quarterback | J. Wassink | 222/371 passes réussies pour 2 904 yards, 19 TDs, 7 interceptions |
| Coureur     | L. Bellamy | 248 courses pour 1 412 yards nets gagnés et 23 TDs                |
| Receveur    | S. Moore   | 47 réceptions pour 734 yards et 3 TDs                             |

## Résumé du match
Début du match à  11 h 33 locales, fin à  15 h 08 locales pour une durée totale de jeu de 03 h 35 min.
| QT            | Temps         | Drive         | Drive         | Drive         | Équipe        | Description de l'action | Score | Score |
| ------------- | ------------- | ------------- | ------------- | ------------- | ------------- | --- | ----- | ----- |
| QT            | Temps         | Jeux          | Yards         | TDP           | Équipe        | Description de l'action | WKU   | WMU   |
| 1             | 04:17         | 13            | 57            | 06:11         | WMU           | FG de 30 yards par K Thiago Kapps | 0     | 3     |
|               |               |               |               |               |               | |       |       |
| 2             | 10:54         | 11            | 93            | 05:28         | WKU           | TD de 17 yards à la suite d'une passe de QB Ty Storey réceptionnée par WR Jahcour Pearson + 1 point de conversion par K Cory Munson               | 7     | 3     |
| 2             | 02:22         | 12            | 68            | 05:25         | WKY           | FG de 26 yards par K Cory Munson | 10    | 3     |
| 2             | 00:59         | 7             | 45            | 00:54         | WMU           | TD inscrit à la suite d'une passe de Ty Storey interceptée et retournée sur 85 yards par CB Kareem Ali + 1 point de conversion par K Thiago Kapps | 10    | 10    |
|               |               |               |               |               |               | |       |       |
| 3             | 08:18         | 10            | 90            | 04:30         | WMU           | TD de 6 yards à la suite d'une passe de QB Jon Wassink réceptionnée par WR Dashon Bussell + 1 point de conversion par K Thiago Kapps              | 10    | 17    |
|               |               |               |               |               |               | |       |       |
| 4             | 10:40         | 12            | 80            | 06:32         | WMU           | TD de 5 yards à la suite d'une passe de QB Ty Storey réceptionnée par WR Lucky Jackson + 1 point de conversion par K Cory Munson                  | 17    | 17    |
| 4             | 04:58         | 12            | 62            | 05:42         | WKU           | FG de 20 yards par K Thiago Kapps | 17    | 20    |
| 4             | 01:36         | 9             | 55            | 03:22         | WKU           | FG de 31 yards par K Cory Munson | 20    | 20    |
| 4             | 00:00         | 5             | 36            | 00:27         | WKU           | FG de 52 yards par K Cory Munson | 23    | 20    |
| Score final : | Score final : | Score final : | Score final : | Score final : | Score final : | Score final : | 23    | 20    |